# Daniel Purcell
Daniel Purcell, född omkring 1664 i London, död 1717 (begraven den 26 november), var en engelsk tonsättare. Han var bror eller kusin till Henry Purcell.

## Biografi
Daniel Purcell föddes omkring 1664 i London. Han var bror eller kusin till Henry Purcell. Purcell var organist först vid Magdalen College i Oxford, därefter vid Andreaskyrkan i London. Han komponerade några operor.